# حسن أباد (إسفراين)
حسن أباد (بالفارسية: حسن‌آباد) هي قرية تقع في قسم ميلانلو الريفي (مقاطعة إسفراين) في إيران. يقدر عدد سكانها بـ 378 نسمة .